# Japanska rymdstyrelsen

Japanska rymdstyrelsen (JAXA), (japanska: 宇宙航空研究開発機構?, Uchū kōkū kenkyū kaihatsu kikō), officiellt namn på engelska Japan Aerospace Exploration Agency, är Japans myndighet för rymdfart. JAXA grundades 2003 efter sammanslagningar mellan Institute of Space and Aeronautical Science (ISAS), National Aerospace Laboratory of Japan (NAL) och National Space Development Agency (NASDA).